# Диспозиция
Диспози́ция (лат. dispositio — «расположение») — термин, применявшийся в средневековых поэтиках в значении «традиционной композиции» (ср. Faral, Les arts poétiques des XII et XIII siècles, 1923), введённый в новейшее литературоведение немецкой «риторической» школой (О. Шиссель фон Флешенберг) и усвоенный некоторыми русскими формалистами (М. А. Петровский).
По определению Флешенберга, «диспозиция как логическое развитие и разделение темы противостоит её композиции как группировке содержания согласно эстетическим нормам поэтического жанра». В позднейших работах Флешенберга понятие диспозиции расширяется, включая в себя каноническое расположение материала, обязательное для известного жанра: «в то время как композиция оказывается индивидуально различной, диспозиция изменяется по жанрам отклонения, то есть диспозиционное строение определяет риторический жанр в целом, не отдельное произведение». В своем определении диспозиции русский формализм примыкает к первому определению её, данному «риториками»: М. Петровский определяет диспозицию как «расположение моментов действия в хронологической и логической их последовательности; композиция же состоит в группировке моментов действия сообразно тем или иным поэтическим заданиям».